# Катастрофа Bombardier Q100 под Мадангом
Катастрофа DHC-8 под Мадангом — авиационная катастрофа, произошедшая 13 октября 2011 года. Авиалайнер De Havilland Canada DHC-8-102 Q100 авиакомпании Airlines PNG выполнял внутренний рейс CG1600 по маршруту Лаэ—Маданг (Папуа — Новая Гвинея), но рухнул на землю в 20 километрах от аэропорта Маданга. Из находившихся на его борту 32 человек (29 пассажиров и 3 члена экипажа) выжили 4.
На 2022 год остаётся второй крупнейшей авиакатастрофой в истории Папуа-Новой Гвинеи (после катастрофы L-414 под Лаэ, 37 погибших).

## Самолёт

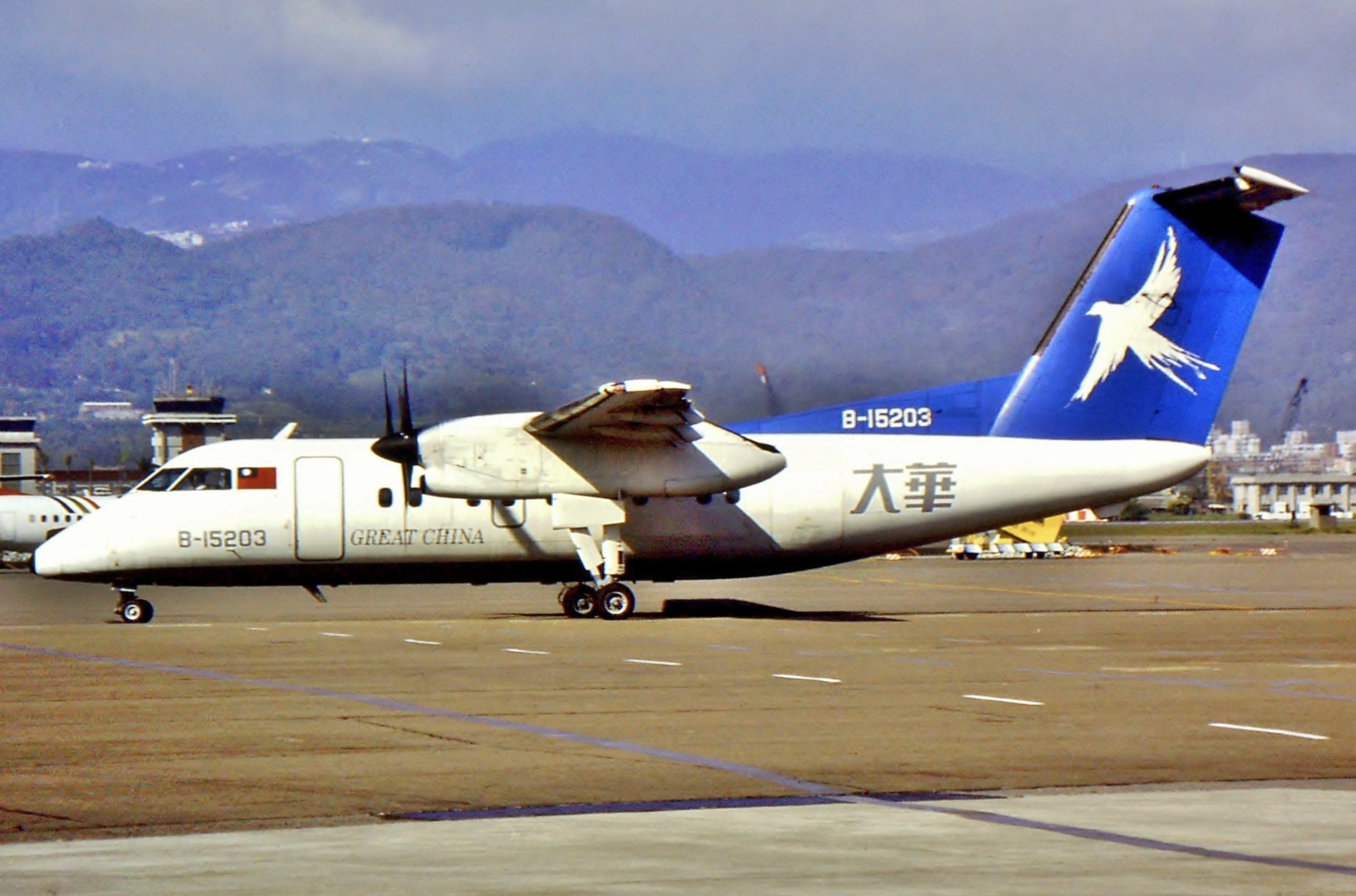
Разбившийся самолёт в 1994 году (в период эксплуатации в Great China Airlines)

De Havilland Canada DHC-8-102 Q100 (регистрационный номер P2-MCJ, серийный 125) был выпущен в 1988 году (первый полёт совершил 4 ноября). Оснащён двумя турбовинтовыми двигателями Pratt & Whitney Canada PW121. На день катастрофы совершил 48 093 цикла «взлёт-посадка» и налетал 38 421 час.
В период испытательных полётов носил бортовой номер C-GETI, после передачи авиакомпании Great China Airlines в декабре 1988 года его б/н сменился на B-15203.
В декабре 1995 года был куплен компанией «Bombardier Aircraft Trading», которая сдала его в лизинг авиакомпании Ansett New Zealand, которая в 2000 году стала частью авиакомпании Qantas, сменив название на Qantas New Zealand; б/н лайнера сменился на ZK-NES.
В апреле 2001 года Qantas New Zealand начала процедуру банкротства и самолёт стоял на хранении в аэропорту Крайстчерч до сентября 2002 года, когда был куплен авиакомпанией Origin Pacific Airways.
1 августа 2003 был сдан в лизинг авиакомпании Airlines PNG, в которой получил бортовой номер P2-MCJ.

## Экипаж и пассажиры
Состав экипажа рейса CG1600 был таким:
- Командир воздушного судна (КВС) — 64-летний Уильям Спенсер (англ. William Spencer), австралиец. Очень опытный пилот, в авиакомпании Airlines PNG проработал 11 месяцев (с 26 октября 2010 года). Налетал свыше 18 200 часов, свыше 500 из них на DHC-8[1][6][7].
- Второй пилот — 40-летний Кэмпбелл Вагстафф (англ. Campbell Wagstaff), новозеландец. Опытный пилот, в авиакомпании Airlines PNG проработал 8 месяцев (с 17 января 2011 года). Налетал 2725 часов, 391 из них на DHC-8[1][6][7].

В салоне самолёта работал 28-летний бортпроводник Капи Эрия (англ. Kapi Eria), гражданин Папуа-Новой Гвинеи. Налетал свыше 2500 часов.
| Гражданство          | Пассажиры | Экипаж | Всего |
| -------------------- | --------- | ------ | ----- |
| Папуа — Новая Гвинея | 28        | 1      | 29    |
| Австралия            | 0         | 1      | 1     |
| Китай / Малайзия     | 1         | 0      | 1     |
| Новая Зеландия       | 0         | 1      | 1     |
| Всего                | 29        | 3      | 32    |

Большинство пассажиров были родителями детей, обучавшихся в Университете Божественного Слова, в котором должен был пройти день благодарения.

## Хронология событий
Рейс CG1600 вылетел из Лаэ в 16:47 по местному времени, расчётное время прибытия в Маданг — 17:17.
Во время полёта на крейсерском эшелоне пилоты отклонились от запланированного курса, чтобы обойти грозу и облачность.
Для начала снижения и захода на посадку в аэропорту Маданг экипаж перевёл самолёт в отрицательный угол тангажа. Скорость вращения винтов оставалась в пределах 900 оборотов в минуту, что приводило к росту скорости; впоследствии скорость лайнера превысила «максимальную рабочую скорость» (VMO), однако это не было замечено пилотами, так как они были заняты информацией о погоде в аэропорту Маданг.
Когда скорость снижения достигла 1066 м/мин, в кабине экипажа прозвучал сигнал GPWS, предупреждающий о превышении посадочной скорости.
Второй пилот поднял нос самолёта, что привело к снижению скорости снижения до 609 м/мин, однако сигнал GPWS о превышении скорости продолжал звучать.
КВС попросил второго пилота увеличить обороты двигателя для последующего поднятия носа лайнера до 1050 оборотов.
Вскоре скорость вращения винтов превысила на 60% предельное значение в 1200 оборотов в минуту. В кабине раздался оглушительный шум, сильно затрудняющий общение пилотов. Двигатели серьёзно повредились. Кроме того, в кабине появился дым от повреждённых двигателей, попавший через систему кондиционирования воздуха.
Примерно через 10 секунд скорость вращения винтов двигателя №1 (левого) снизилась до 900 оборотов, что находилось в пределах допустимого, прежде чем вновь начать расти. В итоге частота вращения винтов двигателя №1 превысила 110% от его номинального значения.
Вскоре второй пилот сообщил КВС о том, что двигатель №2 (правый) перестал работать, на что командир спросил, работает ли левый; второй пилот ответил, что левый двигатель также потерян.
По просьбе командира второй пилот связался с диспетчерской вышкой, сообщив о возникшей проблеме и местоположении самолёта.
Пилоты начали обсуждать планируемое место для совершения аварийной посадки.
В 17:17 рейс CG1600 совершил жёсткую посадку на берегу реки Гоголь, врезавшись в землю на скорости 211 км/ч. От удара о землю лайнер полностью разрушился и сгорел, из 32 человек на его борту выжили только 4 — все 3 члена экипажа и 1 пассажир (гражданин Китая и Малайзии).

## Расследование
Расследование причин катастрофы рейса CG1600 проводила Комиссия по расследованию несчастных случаев в Папуа-Новой Гвинее (PNGAIC).
Окончательный отчёт расследования был опубликован 15 июня 2014 года.
Согласно отчёту, второй пилот при попытке замедлить самолёт перевёл двигатели в бета-режим, который должен включаться только на земле (во время торможения лайнера на ВПП для активации реверса). В полёте это привело к увеличению оборотов винтов обоих двигателей до запредельных значений и серьёзному превышению посадочной скорости.
После ряда предшествующих инцидентов, связанных с непреднамеренным выбором наземного бета-диапазона на самолётах DHC-8, которые привели к серьёзным повреждениям двигателей, Федеральное управление гражданской авиации США постановило, что на самолётах, эксплуатируемых авиакомпаниями США, требуется дополнительная защита. Эта система, называемая бета-блокировкой, была разработана производителем и полностью предотвращает непреднамеренное включение наземного бета-диапазона двигателей во время полёта на высоких скоростях, однако авиакомпании за пределами США не были уведомлены или не были обязаны установить данную защиту.
Превышение скорости вращения винтов не давало возможности нормально управлять самолётом. Большой шум в кабине был вызван превышением лопастями винта скорости звука.

## Последствия катастрофы
Руководство авиакомпании Airlines PNG приняло решение приостановить эксплуатацию своих самолётов DHC-8 до окончания расследования. Также было приостановлено использование авиатоплива, которым был заправлен разбившийся лайнер.

## Память
В четвёртую годовщину катастрофы, 14 октября 2015 года, в Университете Божественного мира в Маданге был организован мемориал. На поминальной церемонии присутствовали сотрудники и студенты университета.

## Культурные аспекты
Катастрофа рейса 1600 Airlines PNG показана в 23 сезоне канадского документального телесериала Расследования авиакатастроф в серии Рычаги власти.